# Albanyà

Położenie gminy na mapie comarki Alt Empordà.

Albanyà (hiszp. Albañá) – gmina w Hiszpanii,  w Katalonii, w prowincji Girona, w comarce Alt Empordà.
Powierzchnia gminy wynosi 94,43 km². Zgodnie z danymi INE, w 2005 roku liczba ludności wynosiła 131, a gęstość zaludnienia 1,39 osoby/km². Wysokość bezwzględna gminy równa jest 239 metrów. Współrzędne geograficzne gminy to 42°18'25"N, 2°43'21"E.

## Miejscowości
W skład gminy Albanyà wchodzą miejscowości:
- Albanyà – liczba ludności: 72
- Bassegoda – 7
- Carbonills – 0
- Cursuvell – 0
- Lliurona – 36
- Molí de Baix – 10
- Molí de Dalt – 4
- Pincaró – 1
- Ribelles – 1
- Sous – 0

## Demografia
| 1991 | 1996 | 2001 | 2004 | 2005 |
| ---- | ---- | ---- | ---- | ---- |
| 109  | 123  | 99   | 135  | 131  |